# Douglas F4D Skyray
 (octobre 2017).
Si vous disposez d'ouvrages ou d'articles de référence ou si vous connaissez des sites web de qualité traitant du thème abordé ici, merci de compléter l'article en donnant les références utiles à sa vérifiabilité et en les liant à la section « Notes et références ».
Le Douglas F4D Skyray est un avion militaire américain construit par Douglas Aircraft Company. Ultérieurement rebaptisé F-6, le Skyray était un chasseur-intercepteur supersonique embarqué sur porte-avions.

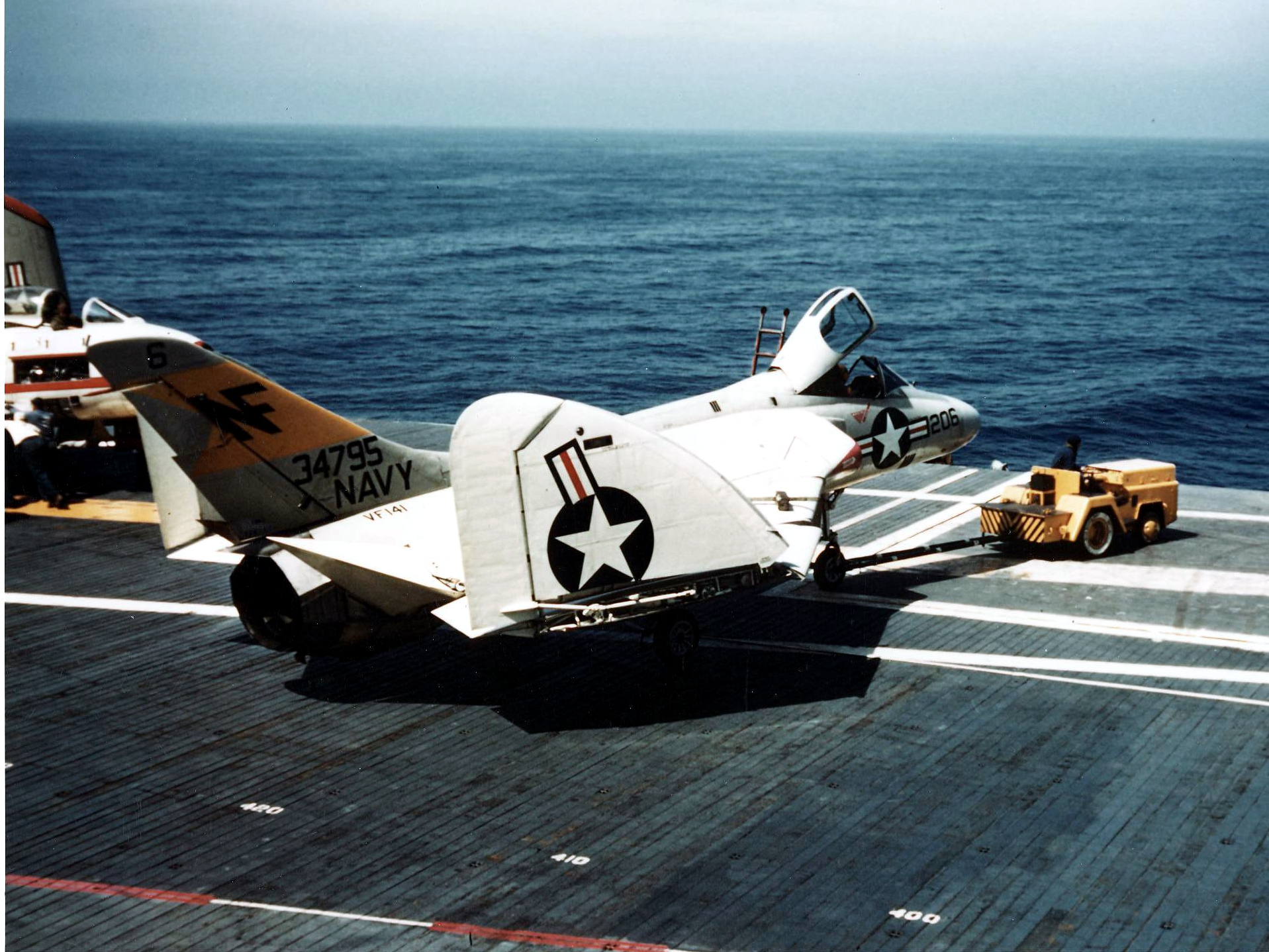
Un F4D-1 de l'escadron VF-141 ailes repliés sur le pont du USS Bon Homme Richard (CVA-31) en 1957.

Bien qu'il ait été en service pendant un temps relativement bref entre le 16 avril 1956 et novembre 1963 et n’ait jamais été engagé au combat, il est réputé être le premier avion lancé par porte-avions à détenir le record du monde de vitesse absolue et le premier chasseur de la marine américaine et de l'aviation du corps des Marines à pouvoir dépasser la vitesse de Mach 1 en vol horizontal. Il fut le dernier chasseur produit par Douglas Aircraft Company, avant sa fusion avec McDonnell Aircraft (devenu McDonnell-Douglas). Avec le Système Tri-Service de désignation des appareils militaires américains, il est désigné comme F-6A à partir de septembre 1962.
Le F5D Skylancer fut un développement avancé du F4D Skyray, mais qui, au contraire de ce dernier, n’a jamais connu le service opérationnel.

## Conception

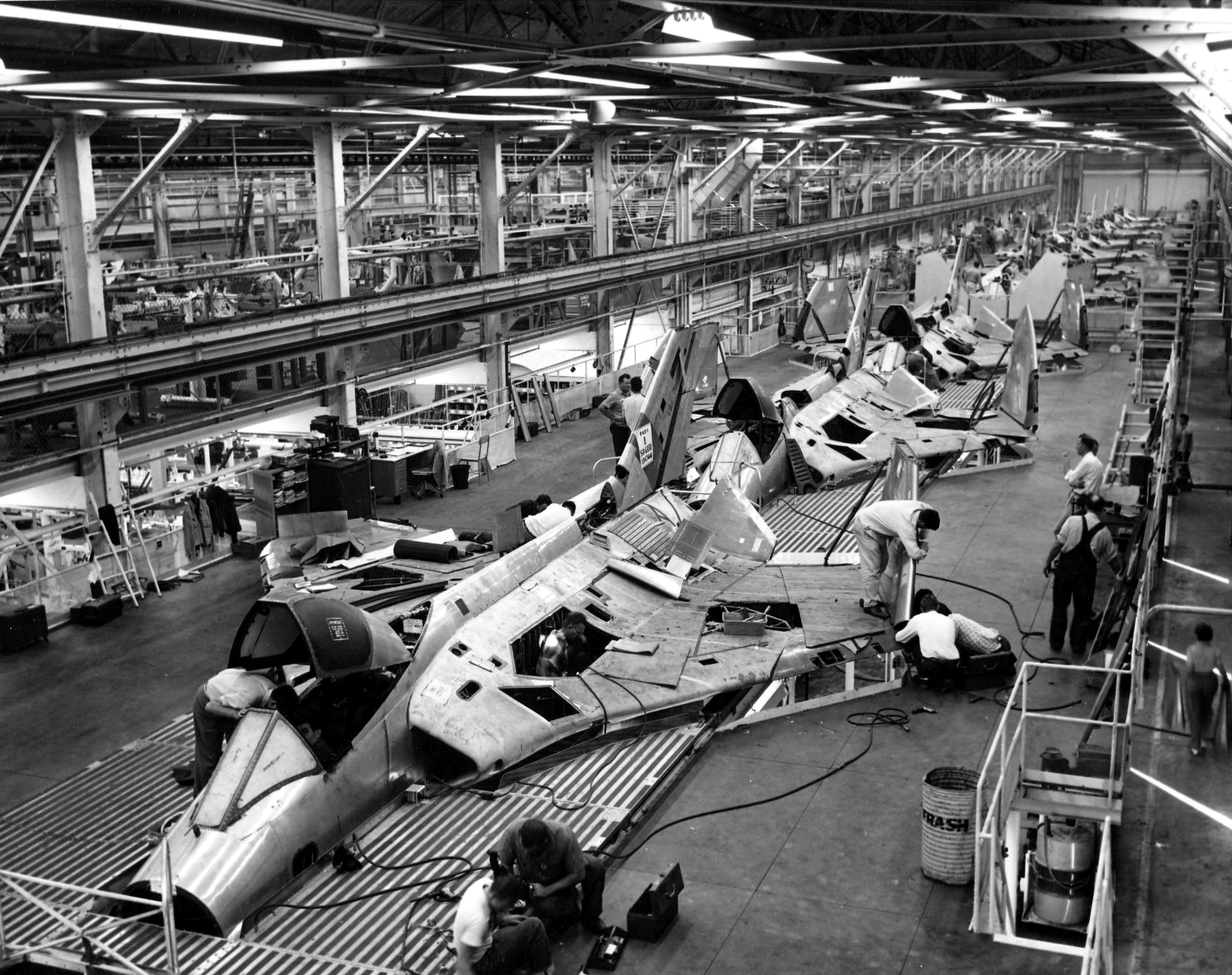
Ligne d'assemblage de Skyray dans l'usine de Douglas à El Segundo en 1956.

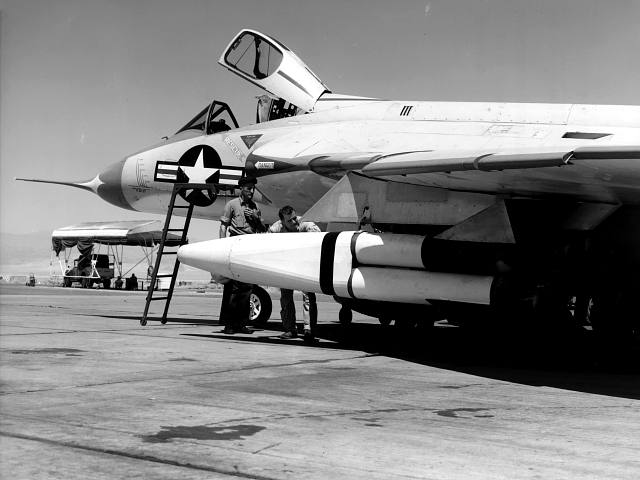
Le premier projet de lanceur aéroporté, le NOTS-EV-1 Pilot, fut testé depuis un F4D-1 Skyray en 1958.

À la fin de la Seconde Guerre mondiale, les forces américaines mirent la main sur de nombreux documents relatifs à la technologie aéronautique d'avant-garde allemande. L'un d'entre eux était une analyse des études menées par le Dr Alexander Lippisch sur les avions à aile delta. La conception débuta en 1947, Douglas recevant en décembre 1948 un contrat de l'US Navy pour la construction et les essais de deux prototypes.
Le premier prototype effectua son premier vol en janvier 1951. Le second prit l'air peu de temps après et l'appareil établit deux nouveaux records mondiaux de vitesse en octobre 1953 :
- absolue avec 1 211 km/h ;
- en circuit fermé de 100 km avec 1 171 km/h.

Après de nombreuses améliorations et révisions, le premier F4D-1 de série fit son premier vol en juin 1954 et entra en service en avril 1956. L'aile en flèche de 50 degrés caractéristique, à extrémités arrondies, était dotée de becs de bord d'attaque et d'élevons sur les bords de fuite. Les parties externes de la voilure pouvaient se replier hydrauliquement afin de limiter l'encombrement sur les porte-avions. 452 unités seront construites jusqu'au 22 novembre 1958, une commande de 230 appareils sera annulée.
Bien que le Skyray ne participât à aucun conflit, il fit la preuve de ses capacités d'intercepteur en établissant de nombreux records mondiaux et en effectuant des missions d'alerte à Taïwan lors de la Deuxième crise du détroit de Taïwan et à la Naval Air Station Key West et la base navale de la baie de Guantánamo durant la crise de Cuba,.